# Se potrei avere te
Se potrei avere te è un album discografico del cantautore napoletano Tony Tammaro, pubblicato nel 1993.
La particolarità di questo album è che è stato inciso come se fosse un programma radiofonico dal titolo Radio Tamarra Sound (parodia della famosa Radio Dimensione Suono) con tanto di interventi e pieno delle cosiddette Pubblicità tamarre. La canzone E v''a facite appere fu vincitrice del Festival di Sanscemo 1993.

## Tracce
Testi e musiche di Tonitammaro, eccetto dov'è indicato.
1. Intro – 1:25
2. E v"a facite appere – 3:35
3. Se potrei avere te – 2:35 (Tonitammaro, Finale)
4. U Strunzu (1993 version) – 3:40
5. Bottana – 3:53
6. Ciakkami – 3:33
7. Patrizia ('60 version) – 3:28
8. Foto di gruppo – 4:16 (Tonitammaro, Finale)
9. Tiene 'e ccorna! – 3:23
10. Tiene 'e ccorna! (reprise) – 0:50

### Pubblicità tamarre
1. Bruforel – 0:31
2. Boutique Anna – 1:03
3. Fincus[1] – 0:32
4. Derric – 0:59
5. Alident[2] – 1:12
6. Mariolino – 0:43
7. Fahleb Kahled – 0:58
8. Villaggio Mamma del Carmine – 1:29
9. Michele[3] – 0:29
10. Piero Ancelo – 1:25